# 천주교 안동교구
천주교 안동교구(天主敎 安東敎區, 라틴어: Dioecesis Andongensis)는 로마 가톨릭교회의 교구이다. 1969년 5월 29일 천주교 대구대교구 일부를 관할로 분리되었으며, 대한민국 경상북도 북부 지역을 관할한다.

## 연혁
- 1969년 5월 29일 : 대구대교구 관할이었던 경북 북부 지역(1개시11개군)이 안동교구로 분리 설정됨[1]
- 1969년 7월 25일 : 초대 교구장 두봉 레나도 주교 서품
- 1969년 12월 13일 : 상지여자실업고등전문학교 설립 (현 가톨릭상지대학교)
- 1972년 9월 15일 : 의성, 안계본당 신설
- 1973년 9월 16일: 안동시 동부동본당 신설.
- 1973년 9월 22일: 안동문화회관 개관. (안동시 동부동 123)
- 1974년 8월 30일: 영주시 다미안의원 개원 및 봉헌식.
- 1976년 10월 9일: 안동시에서 제1회 교구 신앙대회 개최.
- 1978년 12월 27일: 가톨릭농민회 안동교구연합회 창립.
- 1979년 1월 1일: 상지실업전문대학 개편 인가.
- 1979년 12월 1일: 안동 태화동본당 신설(같은 해 12월 5일 성전 봉헌식 개최.)
- 1980년 10월 1일 : 풍기본당 신설
- 1982년 9월 1일: 점촌 모전본당 신설. (9월 20일 봉헌식 개최.)
- 1984년 12월 17일 : 교구청사 신축 축성
- 1985년 9월 15일 : 문경 마원성지 축성
- 1988년 7월 28일 : 영주 하망동본당 신설
- 1990년 12월 22일: 생명의 공동체 창립총회.
- 1991년 1월 1일: 안동시 동부동본당 이전. 동부동본당은 용상동본당으로 본당명 변경.
- 1991년 7월 5일: 울진군 후포공소를 본당으로 승격.
- 1992년 8월 17일: 안동학생회관 무료급식소 개소.
- 1993년 9월 20일: 후포본당 설정.
- 1993년 9월 25일: 교구 농민회 우리 농산 한생명 사업 개설
- 1994년 5월 29일: 교구 설정 25주년 기념 신앙대회 (안동시민운동장)
- 1995년 2월 12일: 상주 옥산 본당 설정. (초대: 허보록 필립보 신부)
- 1995년 6월 22일: 주교좌 목성동 성당에서 명동성당 공권력 난입에 따른 시국 미사 봉헌.
- 1996년 7월 14일: 상주 가르멜 수녀원 봉헌.
- 2005년 7월 15일: 진보 본당 신설
- 2010년 3월 3일: 안동교구 신앙대학 시작.

## 관할 구역
안동시, 영주시, 문경시, 상주시, 울진군, 영양군, 봉화군, 영덕군, 청송군, 의성군, 예천군

## 관할 지구 및 본당
- 안동지구[안동시, 예천군 호명읍] : 갈전, 목성동 주교좌, 송현동, 용상동, 정상동, 태화동
- 동해지구[영덕군, 청송군, 영양군, 울진군] : 강구, 북면, 영덕, 영양, 영해, 울진, 진보, 청송, 후포
- 문경지구[문경시, 상주시 함창읍] : 가은, 모전동, 문경, 신기동, 점촌동, 함창
- 북부지구[예천군 북부, 영주시, 봉화군] : 가흥동, 봉화, 예천, 춘양, 풍기, 하망동, 휴천동
- 상주지구[상주시(함창읍 제외)] : 개운동, 계림동, 공검, 남성동, 사벌퇴강, 서문동, 옥산, 화령
- 의성지구[의성군, 예천군 남부] : 구담, 다인, 안계, 의성, 풍양

## 역대 교구장
- 1대 두봉 레나도 주교 (1969년 5월 29일 ~ 1990년 10월 6일)
- 2대 박석희(이냐시오) 주교 (1990년 10월 6일 ~ 2000년 10월 4일)
- 3대 권혁주(요한 크리소스토모) 주교 (2001년 10월 16일 ~ 현재)

## 교육기관
- 대학교
  - 가톨릭상지대학교
- 고등학교
  - 상지미래경영고등학교
- 중학교
  - 상지여자중학교